# Vertigo – Aus dem Reich der Toten
Vertigo – Aus dem Reich der Toten (früher Aus dem Reich der Toten, Originaltitel Vertigo, dt. ‚Schwindel‘) ist ein US-amerikanischer Psychothriller von Alfred Hitchcock aus dem Jahr 1958 mit James Stewart und Kim Novak in den Hauptrollen. Das Drehbuch basiert auf dem Roman D’entre les morts (1954) von Pierre Boileau und Thomas Narcejac.
Der Film, der bei seiner Uraufführung von Kritik und Publikum eher mit Zurückhaltung aufgenommen wurde, zählt heute zu den wichtigsten Arbeiten des Regisseurs. In der von der britischen Zeitschrift Sight & Sound alle zehn Jahre durchgeführten Kritikerumfrage nach den „besten Filmen aller Zeiten“ wurde der Film 2012 von mehr als 800 Filmkritikern zum Spitzenreiter der Bestenliste gekürt.
Die Handlung begleitet den pensionierten Polizisten John „Scottie“ Ferguson, der sich in eine selbstmordgefährdete Frau verliebt, jedoch aufgrund seiner Höhenangst ihren Tod nicht verhindern kann. Als er später einer jungen Frau begegnet, die der Toten bis aufs Haar gleicht, versucht er, diese zum Ebenbild seiner verstorbenen Liebe umzuformen.

## Handlung
Bei der Verfolgung eines Kriminellen über die Dächer von San Francisco gerät der Polizist John „Scottie“ Ferguson in eine lebensbedrohliche Situation: Er rutscht auf einem Ziegeldach ab und klammert sich in letzter Sekunde an die Regenrinne. Ein Kollege, der ihm helfen will, stürzt dabei zu Tode. Wegen diagnostizierter Höhenangst und Schuldgefühlen quittiert Scottie den Dienst. Seine langjährige platonische Freundin Midge Wood versucht, ihn in seinem neuen Lebensabschnitt zu unterstützen.

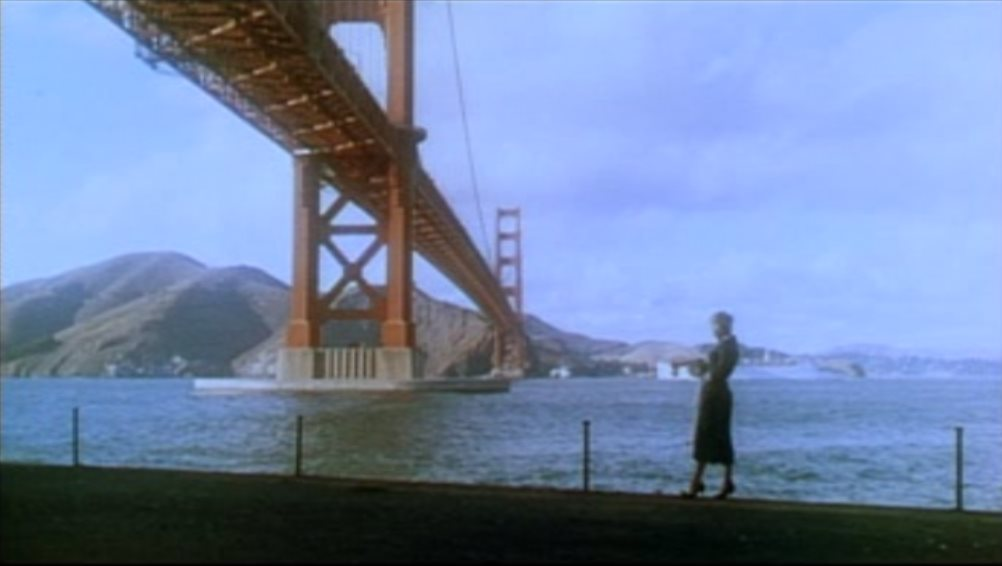
Madeleine (Judy), kurz vor ihrem Sprung in die Bucht von San Francisco

Scotties ehemaliger Schulfreund Gavin Elster bittet ihn, seine Frau Madeleine zu beschatten. Elster sorgt sich um seine Frau, die vom Geist ihrer verstorbenen Urgroßmutter Carlotta Valdes besessen zu sein scheint. Diese nahm sich im Alter von 26 Jahren das Leben; Madeleine, ebenfalls 26, verspürt laut Elster in zunehmendem Maße den Drang, es ihr gleichzutun. Sie trägt ihr Haar wie Carlotta und besucht regelmäßig deren Grab sowie den California Palace of the Legion of Honor, in dem ein Porträt von Carlotta hängt. Zudem hat sie ein Zimmer in dem Hotel gemietet, in dem Carlotta zuletzt wohnte. Scottie folgt Madeleine bis Fort Point, und als sie in die Bucht von San Francisco springt, rettet er sie vor dem Ertrinken und nimmt sie zu sich nach Hause.
Am nächsten Tag bringt Madeleine Scottie einen Dankesbrief. Sie beschließen, den Tag zusammen zu verbringen, und fahren nach Muir Woods und Cypress Point auf dem 17-Mile Drive, wo Madeleine hinunter zum Meer läuft. Scottie packt sie; sie umarmen und küssen sich. Am nächsten Tag besucht Madeleine Scottie und erzählt von einem Albtraum um die alte spanische Mission in San Juan Bautista, Carlottas Elternhaus. Er fährt sie dorthin, und sie drücken ihre Liebe zueinander aus. Madeleine rennt plötzlich in die Kirche und den Glockenturm hinauf. Scottie, der ihr wegen seiner Höhenangst nicht folgen kann, sieht Madeleine in den Tod stürzen. Der Untersuchungsrichter schreibt ihm – auch wenn er im juristischen Sinne unschuldig sei – eine Mitverantwortung an ihrem Tod zu. Scottie verfällt in eine Depression und wird in eine Nervenklinik eingewiesen.
Als geheilt entlassen, aber vom Tod seiner Geliebten gezeichnet, begegnet Scottie einige Zeit später der jungen Verkäuferin Judy, die Madeleine verblüffend ähnlich sieht. Tatsächlich handelt es sich um ein und dieselbe Person: Judy hatte sich als Elsters Frau Madeleine ausgegeben, damit dieser die echte ermorden konnte. Da Judy Scottie wirklich liebt, lässt sie ihn darüber im Unklaren. Besessen von dem Gedanken, das Bild der toten Madeleine wiederauferstehen zu lassen, bedrängt Scottie Judy, in Kleidung, Haarfarbe, Frisur und Verhalten Madeleines Äußeres anzunehmen. Judy lässt sich widerstrebend darauf ein, in der Hoffnung, Scottie werde sich im Laufe ihrer Beziehung in ihr wirkliches Selbst verlieben. Als sie ein Schmuckstück anlegt, das Madeleine gehörte, erkennt Scottie, dass Judy und Madeleine identisch sind und er das Opfer einer Täuschung wurde.
Scottie fährt daraufhin mit Judy erneut zur Mission und zwingt sie, die damaligen Ereignisse im Turm nachzustellen: Elster wusste, dass Scotties Höhenangst ihn hindern würde, Judy auf den Turm zu folgen, wo Elster mit der Leiche seiner Frau wartete, um sie im passenden Augenblick in die Tiefe zu stoßen. So wurde Scottie Zeuge des vorgetäuschten Selbstmords. Bevor Elster nach Europa übersiedelt, verlässt er Judy und erkauft sich mit Kleidern und Schmuck aus Madeleines Nachlass ihr Schweigen.
Scottie überwindet seine Höhenangst und ersteigt mit Judy den Turm. Judy beteuert erneut ihre Liebe, die Scottie aber nicht erwidern kann. Sie küssen einander ein letztes Mal. Aus Angst vor einer plötzlich auftauchenden dunklen Gestalt – eine Missionsschwester ist den beiden gefolgt – weicht Judy zurück, verliert den Halt und stürzt in den Abgrund. Scottie ist von seiner Krankheit befreit, aber Madeleine hat er ein zweites Mal, diesmal endgültig, verloren.

## Hintergrund

### Buch und Film
Der Film ist eine recht freie Adaption der Vorlage von 1954: Schauplätze des Romans sind das Paris des Jahres 1940, der Zeit unmittelbar vor dem Einmarsch der Deutschen, sowie, im zweiten Teil, das Marseille des Jahres 1944. Auch hier wird der Protagonist (im Buch Roger Flavières, im Film „Scottie“ Ferguson) durch einen inszenierten „Selbstmord“ getäuscht und entwickelt eine Leidenschaft für eine der toten Madeleine verblüffend ähnliche Frau (im Buch Renée, im Film Judy). Während der Film dem Zuschauer das Intrigenspiel schon früh preisgibt, erfährt der Leser des Romans die Auflösung erst zum Schluss, gemeinsam mit Roger. Daraufhin tötet dieser die junge Frau im Zorn – ein ironischer Kontrast zu seiner Aussage, dass eigentlich er zu den Toten, Renée aber zu den Lebenden gehöre.
Laut François Truffaut hatten die Autoren der Romanvorlage, Pierre Boileau und Thomas Narcejac, beim Verfassen des Buches auf Hitchcocks Interesse an dem Stoff spekuliert, da dieser zuvor vergeblich versucht hatte, sich die Filmrechte an ihrem früheren Roman Celle qui n’était plus (dt. Tote sollten schweigen, verfilmt als Die Teuflischen) zu sichern. Narcejac stritt das allerdings ab. Den ersten Drehbuchentwurf verfasste Maxwell Anderson 1956 unter dem Titel Darling, I Listen, den zweiten Alec Coppel als From Amongst the Dead (so der wörtlich übersetzte Titel der Romanvorlage). Erst Samuel A. Taylor lieferte einen Entwurf ab, der Hitchcock zufriedenstellte. Im Laufe der Produktionsvorbereitungen erhielt das Projekt schließlich seinen endgültigen Titel Vertigo, den medizinischen Fachausdruck für ein Schwindelgefühl, das an Höhenangst leidende Menschen befällt, wenn sie in die Tiefe schauen.

### Die Auflösung
Anders als im Roman verrät der Film den Zuschauern die Auflösung der Geschichte (Madeleine und Judy sind identisch, der „Selbstmord“ Madeleines soll Gavin Elsters Mord an seiner Frau vertuschen) nicht erst im Finale, sondern bereits zu Beginn des letzten Viertels. In einer Rückblende wird aus Madeleines/Judys Perspektive gezeigt, was im Glockenturm wirklich passiert ist. Ob die Idee hierzu zuerst Hitchcock oder seinem Drehbuchautor Taylor kam, wird von beiden unterschiedlich dargestellt. Taylor überlegte, eine Szene einzuführen, in der Elster seine Übersiedlung nach Europa vorbereitet und Judy ihn fragt, was nun aus ihr werden solle. Schließlich einigten sich Hitchcock und Taylor auf die Szene, in der Judy Scottie einen Brief schreibt, in dem sie ihm den wahren Sachverhalt erklärt, diesen dann aber zerreißt. Nach einer ersten Sichtung des fertigen Films entschied Hitchcock gegen den Widerstand des Filmproduzenten Herbert Coleman, die Szene herauszunehmen. Erst als Barney Balaban, Präsident der Produktionsgesellschaft Paramount Pictures, darauf drängte, die Szene wieder einzusetzen, gab der Regisseur nach.

### Produktion

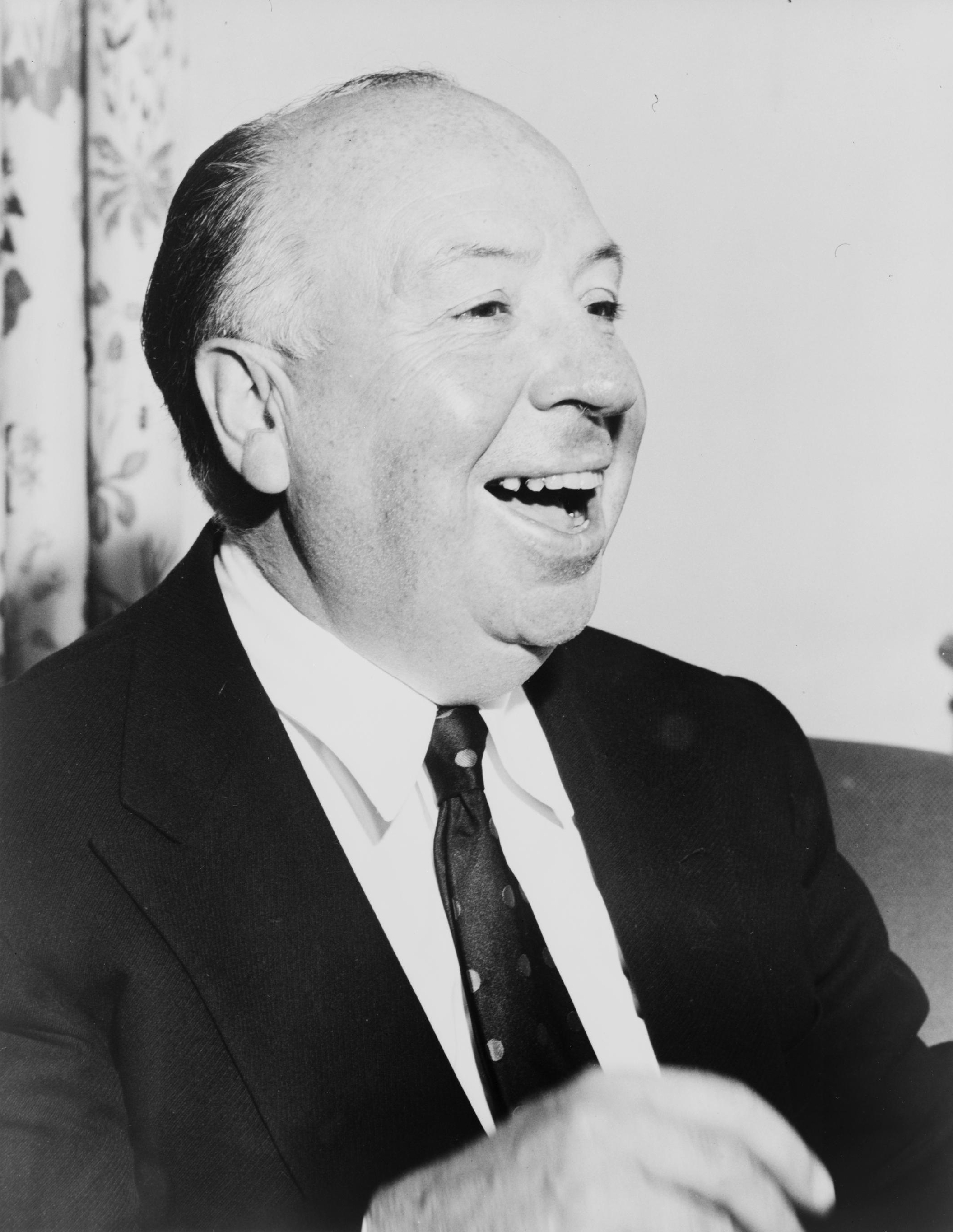
Alfred Hitchcock, 1956

Die Rolle der Madeleine sollte ursprünglich Vera Miles spielen, die schon in Der falsche Mann und der Fernsehserie Alfred Hitchcock Presents mitgewirkt hatte. Es waren bereits Kostüme für sie angefertigt worden, als sie wegen Schwangerschaft ausfiel. Daraufhin wurde Kim Novak verpflichtet, mit der Hitchcock weniger glücklich war und über die er sich auch Jahre später noch beklagte. Sowohl Mitglieder des Produktionsstabs als auch Kritiker wie Hitchcock-Kenner Truffaut bezeichneten Novak jedoch wegen ihrer Sensibilität und ungekünstelten Darstellung als Idealbesetzung. Tatsächlich wäre es aufgrund der relativ langen Produktionsvorbereitung – auch weil Hitchcock im Frühjahr 1957 noch einen Krankenhausaufenthalt hatte – aber sogar möglich gewesen, sie rechtzeitig vor Drehbeginn wieder durch Vera Miles zu ersetzen.
Mit James Stewart drehte Hitchcock zum vierten und letzten Mal.

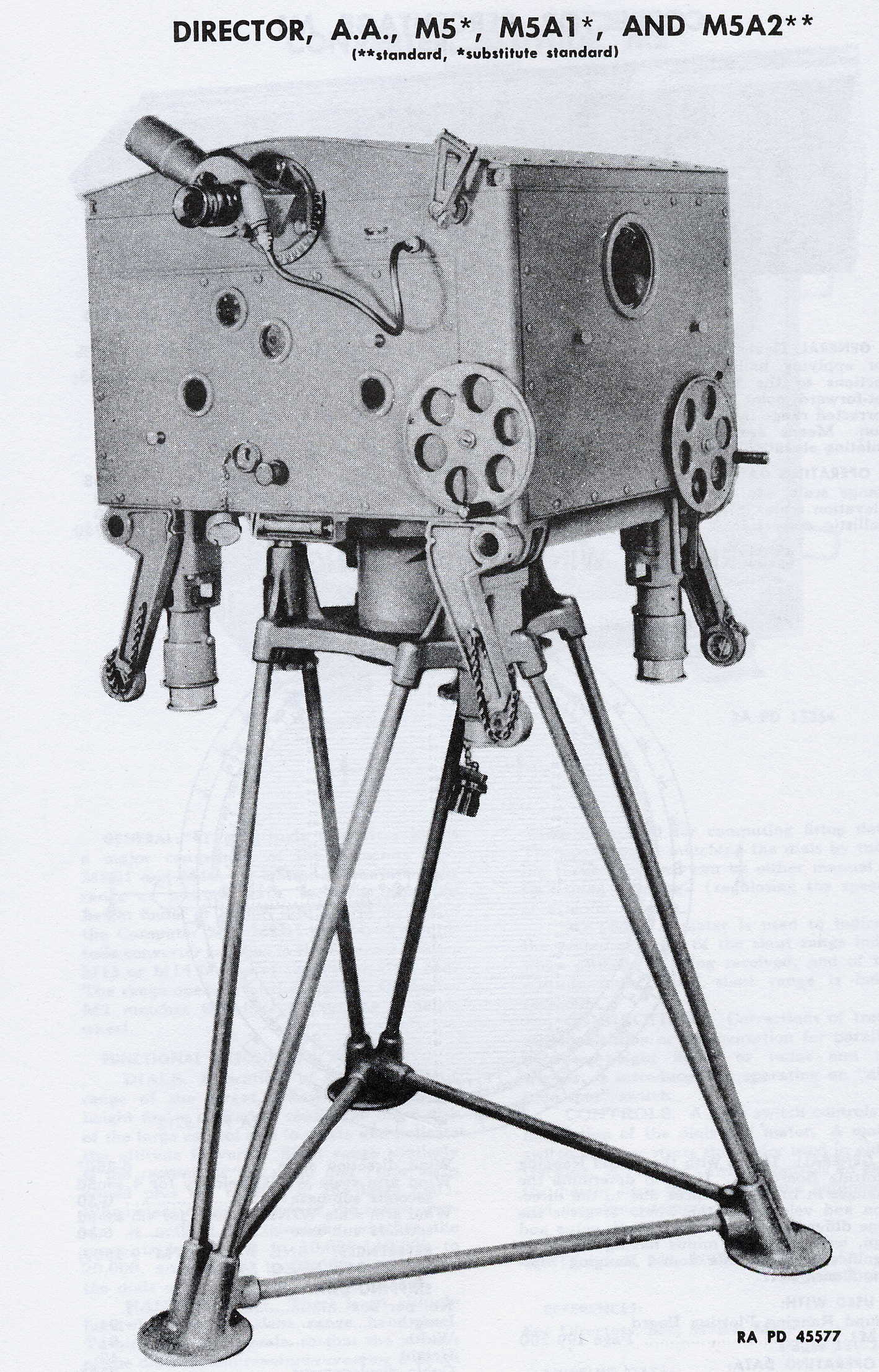
M5 Gun Director

Gedreht wurde von September 1957 bis Januar 1958 in dem seinerzeit vom Produktionsstudio Paramount Pictures bevorzugten Breitwandverfahren Vistavision. Das Budget wurde auf 2,5 Millionen US-Dollar geschätzt. Der Vorspann wurde, wie später bei Der unsichtbare Dritte und Psycho, von Saul Bass gestaltet, der zudem für das Design des US-amerikanischen Kinoplakats verantwortlich zeichnete. Die Traumsequenz entwarf der abstrakte Expressionist John Ferren, der ebenfalls das Porträt der Carlotta zeichnete. Vertigo war zudem weltweit der wohl erste Film mit Computergrafiken, die von John Whitney gestaltet und für die von Saul Bass entworfene Eingangssequenz verwendet wurden. Genutzt wurde ein 400 Kilogramm wiegender mechanischer Computer der US-Armee aus dem Zweiten Weltkrieg zur Ausrichtung von Flugabwehrkanonen namens M5 Gun Director.

### Cameo
Wie üblich hatte Hitchcock auch in Vertigo einen Cameo-Auftritt. Man sieht ihn als Passanten auf der Straße, als Scottie Gavin Elsters Firma betritt.

### Drehorte
Obwohl Hitchcock vorzugsweise im Studio arbeitete und selbst existierende Schauplätze oft im Studio nachbauen ließ (so etwa „Ernie’s Restaurant“), wurden viele Szenen an Originalschauplätzen in San Francisco gedreht, darunter die Aufnahmen vor Madeleines Residenz, Judys Hotel und Scotties Appartement.
Das Gemälde von Carlotta Valdes, das Madeleine im Californian Palace of the Legion of Honor im Lincoln Park längere Zeit betrachtet, wurde speziell für die Dreharbeiten hergestellt und dort aufgehängt. Es ist kein Exponat des Museums.
Carlottas Grabstein steht auf dem Friedhof der Mission San Francisco de Asís, auch bekannt als „Mission Dolores“ (Dolores Street). Die Stelle unter der Golden Gate Bridge, an der Madeleine ins Wasser springt, ist die heutige Fort Point National Historic Site. Das weitläufige Gebäude, vor dem Scottie und Judy spazieren gehen, ist der Palace of Fine Arts.
Die Szene, in der sich Scottie und Madeleine die Jahresringe eines gefällten Baumes ansehen, spielt im Muir Woods National Monument. Tatsächlich wurde diese Szene aber im Big Basin Redwoods State Park nahe Santa Cruz (Kalifornien) gedreht. Der Baum war eine Attrappe. Der Ort an der Pazifikküste, an dem sich Scottie und Madeleine küssen, ist der Cypress Point am 17-Mile Drive, südlich von San Francisco. Die Außenaufnahmen von Madeleines „Selbstmord“ und Judys Tod entstanden an der spanischen Mission in San Juan Bautista, ebenfalls südlich von San Francisco.
Die Verfolgungsszenen, in denen Scottie detektivisch in seinem Pkw die vor ihm fahrende potentielle Selbstmörderin verfolgt, wurden tatsächlich auf den Straßen von San Francisco gedreht. Dabei stimmt jedoch die im Film gezeigte Reihenfolge der Straßen nicht immer mit der tatsächlich möglichen Strecke überein.

### Zensur und alternatives Ende
Hitchcock drehte eine zusätzliche Schlussszene: Midge hört im Radio, dass die Polizei Elsters Spur in Europa aufgenommen hat und dass im Falle seiner Festnahme mit seiner Auslieferung gerechnet werde. Als Scottie ihre Wohnung betritt, schaltet sie das Radio aus und mixt einen Drink für beide. Gemeinsam blicken sie schweigend aus dem Fenster auf das nächtliche San Francisco.
Diese Szene, so die gemeinhin verbreitete Information, wurde für diejenigen Länder gedreht, deren Zensurbehörden zur Freigabe des Films eine Bestrafung des „Bösewichts“ vorschrieben. Tatsächlich enthielt bereits Coppels und Taylors Drehbuchentwurf vom September 1957 (abgeschlossen vor Beginn der Dreharbeiten) diese Szene im Detail, da Geoffrey Shurlock von der MPAA eine Bestrafung des Mörders Gavin Elster dringend angeraten hatte. Shurlock, seit 1954 verantwortlich für die Einhaltung der im Production Code festgeschriebenen Moralvorschriften für einheimische Spielfilmproduktionen, notierte: „Es ist äußerst wichtig, dass der Hinweis auf Elsters Rückführung und Anklage deutlich genug herausgestellt wird.“ Hitchcock konnte sich jedoch erfolgreich gegen die meisten Beanstandungen Shurlocks durchsetzen (zumeist erotische Andeutungen betreffend), so auch gegen das aufgesetzte Ende. Nach einer ersten Vorführung machte Hitchcock die kurze Notiz „Schluss streichen“, und Vertigo endete mit der allgemein bekannten letzten Einstellung: Scottie starrt von der Turmspitze, von der Judy zu Tode stürzte, in die Tiefe.
Die Fassung der Erstaufführung in Großbritannien war mit knapp 132 Minuten (so die Angabe zur damaligen Zensurfreigabe seitens des British Board of Film Classification) etwas länger. Dass sie die zusätzliche Schlussszene enthielt, wie auf verschiedenen Internetseiten wiederholt behauptet wurde, ist aber nicht eindeutig belegt.

### Der „Vertigo-Effekt“ und visuelles Konzept
Um das Schwindelgefühl optisch umzusetzen, setzte Hitchcock erstmals den sogenannten Vertigo-Effekt ein. Hierbei fährt die Kamera auf das Objekt zu, während gleichzeitig, bis hin zu einer Weitwinkel-Einstellung, rückwärts gezoomt wird, ohne dass sich der Bildausschnitt ändert. Infolgedessen scheinen sich der Hintergrund und weiter von der Kamera entfernte Bildelemente vom Zuschauer wegzubewegen, während der Nahbereich des Bildes nahezu gleich bleibt. Dies führt zu einer Streckung der perspektivischen Tiefe, wodurch die optische Illusion des Schwindels erzeugt wird. Der Effekt ist im Film viermal zu sehen; einmal zu Beginn in der nächtlichen Häuserschlucht von San Francisco und dreimal im Turm der Mission San Juan Bautista (der in Wirklichkeit so nicht existiert und durch einen optischen Trick hinzugefügt wurde). Aus Kostengründen ließ Hitchcock das komplette Treppenhaus des Turms als Modell in liegender Position nachbauen und die Kamera auf einer horizontalen Schiene fahren. Nachfolgende Filmemacher, die diesen dem Second-Unit-Kameramann Irmin Roberts zugeschriebenen Effekt nutzten, waren unter anderem François Truffaut in Fahrenheit 451 (1966), Claude Chabrol in Die untreue Frau (1968), Steven Spielberg in Der weiße Hai (1975) und Tobe Hooper in Poltergeist (1982).
Ein weiterer, seltener erwähnter Effekt in Vertigo machte sich die farbverändernde Wirkung von Filtern zunutze: Um visuell eine Verbindung zwischen Madeleine und Judy herzustellen, drehte Hitchcock eine Szene, in der Madeleine einen Friedhof aufsucht, mit einem Nebelfilter, der ein grünstichiges Bild produzierte. In einer späteren Szene sieht man Judy im Hotelzimmer, auf die das grüne Licht einer Neonreklame fällt. Somit erzielte Hitchcock nicht nur farblich eine Verbindung zwischen den beiden Frauenfiguren, sondern auch zu dem Friedhof, dem sprichwörtlichen „Reich der Toten“. Die Farbe Grün, die mit Madeleine/Judy assoziiert wird, taucht auch an anderen Stellen auf – so fährt Madeleine einen grünen Wagen und Judy trägt ein grünes Kleid, als Scottie sie das erste Mal sieht.
Um das Thema der duplizierten Person bzw. deren Abbild optisch zu unterstreichen, wies Hitchcock seinen Szenenbildner Henry Bumstead an, viele Spiegel zu verwenden. „Diese Spiegel, die in Psycho noch viel bedeutsamer werden sollten, finden sich an wichtigen Punkten […] vor allem in Novaks Hotelzimmer, in dem sich zum zweiten Mal die Verwandlung einer Frau in ihre idealisierte Doppelgängerin, in ein Bild der Fantasie, vollzieht.“ (Donald Spoto)

### Filmmusik
Vertigo war die vierte Zusammenarbeit von Hitchcock und seinem (seit Immer Ärger mit Harry, 1955) „Hauskomponisten“ Bernard Herrmann. Herrmann schrieb die Filmmusik im Januar und Februar 1958, konnte sie aber wegen eines Musikerstreiks in den USA nicht selbst realisieren. Stattdessen spielte sie der schottische Dirigent und Komponist Muir Mathieson mit der in London ansässigen Sinfonia of London, einem 1955 gegründeten, auf Filmmusik spezialisierten Orchester ein. Ein aus Solidarität mit den amerikanischen Kollegen ausgerufener Streik beendete die Aufnahmen vorzeitig. Mathieson nahm die noch fehlenden Stücke in Wien auf. Aus technischen Gründen wurde die Musik in London in Stereo, in Wien in Mono aufgezeichnet. Entgegen einer anders lautenden Aussage von Produzent Herbert Coleman war Herrmann unzufrieden mit Mathiesons Arbeit und bezeichnete sie als schlampig und fehlerhaft.
Weitere im Film zu hörende Kompositionen sind der zweite Satz aus Mozarts Sinfonie Nr. 34 und das Lied Poochie von Victor Young. Den Wunsch der Produktionsgesellschaft Paramount, für die Eröffnungssequenz ein eigens komponiertes Lied mit Gesang zu verwenden, schlug Hitchcock aus. Nach Angaben der Komponisten des Liedes, Jay Livingston und Ray Evans, war es Hitchcock selbst, der auf sie zugegangen war, aber das Ergebnis ablehnte.
Herrmanns Originalfilmmusik erschien erstmals 1958 auf Schallplatte; diese enthielt wie spätere Auflagen nur die in London aufgenommenen Stücke mit einer Gesamtlaufzeit von ca. 35 Minuten. 1996 erschien im Zuge der Restaurierung des Films eine überarbeitete Neuauflage mit einer Gesamtlaufzeit von ca. 65 Minuten. Eine der Kompositionen, (The Graveyard), war wegen Beschädigungen der Originalbänder nicht mehr verwendbar. Sie ist jedoch auf einer von Joel McNeely und dem Royal Scottish National Orchestra besorgten und im selben Jahr veröffentlichten Neueinspielung enthalten (als Teil des Stücks Scotty Trails Madeline [sic]).

### Erst- und Wiederaufführung
Die Uraufführung des Films fand am 9. Mai 1958 in San Francisco statt, am 28. Mai lief Vertigo in New York City und in Los Angeles an. Die zeitgenössische Kritik war sich weitgehend einig; das handwerkliche Geschick Hitchcocks und die Arbeit der Schauspieler wurden zumeist gelobt, in der Kritik standen vor allem Handlung, Logik und Spannungskurve des Films. Während seiner Erstauswertung spielte Vertigo lediglich seine Kosten ein, sodass Hitchcock in einem Interview mit François Truffaut von einem kommerziellen Misserfolg sprach. Vertigo sollte nach vier gemeinsamen Filmen auch die letzte Zusammenarbeit von Hitchcock und James Stewart bleiben; laut Truffaut machte Hitchcock insgeheim dessen fortgeschrittenes Alter für das schlechte Abschneiden an der Kinokasse verantwortlich. Ab dem 3. Februar 1959 lief der Film unter dem Titel Aus dem Reich der Toten in der Bundesrepublik Deutschland. Bei späteren Wiederaufführungen wurde der Originaltitel vorangestellt.
Für viele Rezensenten gilt Vertigo heute als einer der wichtigsten und persönlichsten Filme Hitchcocks, auch wenn sich sein Ruf erst im Laufe der Zeit festigte. 1965 bezeichnete Hitchcock-Kenner Robin Wood Vertigo als „das Meisterwerk“ des Regisseurs und als einen der „tiefsten und schönsten“ Vertreter des Mediums Film überhaupt. Die Wiederentdeckung ließ, auch aufgrund des verleihtechnischen Kalküls von Hitchcock, zunächst noch auf sich warten. Wie auch Cocktail für eine Leiche (1948), Das Fenster zum Hof (1954), Immer Ärger mit Harry (1955) und Der Mann, der zuviel wußte (1956) war Vertigo von 1973 bis zur Wiederaufführung 1983 nicht zu sehen, da Hitchcock die Aufführungsrechte erworben und als Teil seines Erbes für seine Tochter eingesetzt hatte. 1996 erfolgte nach einer umfangreichen Restaurierung des Films eine weitere Wiederaufführung.

### Restaurierung
Mitte der 1990er Jahre wurde der Film im Auftrag von Universal Pictures von Robert A. Harris und James C. Katz aufwändig restauriert. Da das Kameranegativ und die Farbauszüge des im Technicolor-Verfahren gedrehten Films stark angegriffen waren, musste zur Bildrestauration auf unterschiedlich erhaltene Filmkopien zurückgegriffen werden. Der in Mono vorliegende Filmton sollte zudem auf Wunsch von Universal zu Stereo erweitert werden. Von Bernard Herrmanns Filmmusik existierten zu zwei Drittel in Stereo, zu einem Drittel in Mono aufgenommene Originalbänder. Die Dialoge mussten von dem noch vorhandenen Filmmaterial abgenommen, die Toneffekte dagegen komplett neu aufgenommen werden. Einige Details der neuen Tonspur wie hinzugefügte oder entfernte Toneffekte gaben jedoch Anlass zur Kritik. Durch den zusätzlichen Abspann (zur Nennung der Namen der an der Restaurierung Beteiligten) verlängerte sich die Laufzeit des Films von 128 auf nunmehr 129 Minuten.

### Deutsche Fassungen
Es existieren drei deutsche Synchronfassungen, die alle bei der Berliner Synchron GmbH Wenzel Lüdecke erstellt wurden. Die erste Fassung entstand 1958 zur deutschen Erstaufführung (Buch: Christine Lembach, Dialogregie: Volker J. Becker).
1984 wurde anlässlich der deutschen Wiederaufführungen von Vertigo und vier weiterer Hitchcock-Filme eine zweite Synchronfassung erstellt (Buch: Hans Bernd Ebinger, Regie: Martin Grossmann). Für diese Fassung konnte wieder Siegmar Schneider als deutsche Stimme von James Stewart gewonnen werden, die weiteren Rollen wurden jedoch neu besetzt.
1997 wurde Vertigo in der von Robert A. Harris und James C. Katz restaurierten Fassung noch einmal aufgeführt. Für die deutsche Version wurde abermals eine neue Synchronfassung in Auftrag gegeben. Sie entstand unter Verwendung von Ebingers Dialogbuch aus dem Jahr 1984, Dialogregie führte Lutz Riedel. Für den zwei Jahre zuvor verstorbenen Siegmar Schneider übernahm Sigmar Solbach die Synchronisation James Stewarts.
Für die deutschsprachigen DVD-Veröffentlichungen wurde die Fassung von 1997 verwendet. Die 2012 erschienene Blu-ray Disc enthält die Synchronfassung von 1984.
Nach der Kino-Wiederaufführung mit der zweiten Synchronfassung wurde der Film auch im Fernsehen in dieser Version ausgestrahlt. Für Fernsehausstrahlungen wurde ab Ende der 1990er-Jahre ausschließlich die 1997er Synchronisation genutzt. 2016 zeigte arte erstmals wieder die zweite Synchronfassung.
| Figur                                     | Darsteller         | Deutscher Sprecher  | Deutscher Sprecher (1984) | Deutscher Sprecher (1997) |
| ----------------------------------------- | ------------------ | ------------------- | ------------------------- | ------------------------- |
| John Scottie Ferguson                     | James Stewart      | Siegmar Schneider   | Siegmar Schneider         | Sigmar Solbach            |
| Madeleine Elster (eigentlich Judy Barton) | Kim Novak          | Gisela Trowe        | Rita Engelmann            | Martina Treger            |
| Midge Wood, Scotties Freundin             | Barbara Bel Geddes | Sigrid Lagemann     | Hallgerd Bruckhaus        | Susanna Bonasewicz        |
| Gavin Elster, Scotties Auftraggeber       | Tom Helmore        | Wolfgang Eichberger | Horst Schön               | Norbert Langer            |
| Untersuchungsrichter (Coroner)            | Henry Jones        | Alfred Balthoff     | Herbert Stass             | Eberhard Prüter           |
| Pop Leibel, Buchladenbesitzer             | Konstantin Shayne  | Erich Poremski      | Eberhard Wechselberg      | Gerry Wolff               |
| Managerin des McKittrick-Hotels           | Ellen Corby        |                     | Christine Gerlach         | Ingeborg Wellmann         |
| Scotties Arzt                             | Raymond Bailey     | Alexander Welbat    | Rolf Schult               | Eberhard Mellies          |
| Vorsitzender der Jury                     | William Remick     |                     | Manfred Grote             |                           |
| Besitzerin von Madeleines Auto            | Lee Patrick        |                     | Hannelore Minkus          | Agi Prandhoff             |
| Verkäuferin bei Ransohoff                 | Margaret Brayton   |                     | Elisabeth Ried            | Bettina Schön             |

## Themen

### Thematische Vorläufer
Elisabeth Bronfen diskutierte Vertigo im Zusammenhang mit Boileaus/Narcejacs D’entre les morts und Georges Rodenbachs symbolistischen Roman Das tote Brügge (1892), in dem ein Mann sich in das Ebenbild seiner verstorbenen Frau verliebt und dieses tötet, als die Liebe unerfüllbar bleibt.
Rodenbachs Roman diente unter anderem als Vorlage für Arthur Schnitzlers Erzählung Die Nächste (1899). Auch hier tötet ein Mann eine Frau, nachdem er erkannt hat, dass sie die ihr zugedachte Rolle einer verstorbenen und wiederauferstandenen Liebe nicht auszufüllen vermag. In ihrem Aufsatz Erinnerte Liebe? zog Astrid Lange-Kirchheim Parallelen zwischen Schnitzlers Die Nächste und Hitchcocks Vertigo und spekulierte über Boileaus und Narcejacs eventuelle Kenntnis von Rodenbachs Roman.
Des Weiteren sah Lange-Kirchheim Bezüge zum Pygmalion- und Orpheus-und-Eurydike-Mythos. In antiken Schilderungen erschafft der Bildhauer Pygmalion eine Plastik der für ihn vollkommenen Frau, die auf seinen Wunsch hin lebendig wird. In George Bernard Shaws Theaterstück Pygmalion erzieht ein Professor eine Frau aus der unteren Gesellschaftsschicht zu einer Dame der Oberschicht; seine Liebe gilt aber nur seiner Schöpfung, nicht der wirklichen Person. In der Orpheus-Sage steigt der gleichnamige Held in die Unterwelt hinab, um seine verstorbene Gemahlin Eurydike dem Reich der Toten zu entreißen.

### Projizierte Frauenbilder

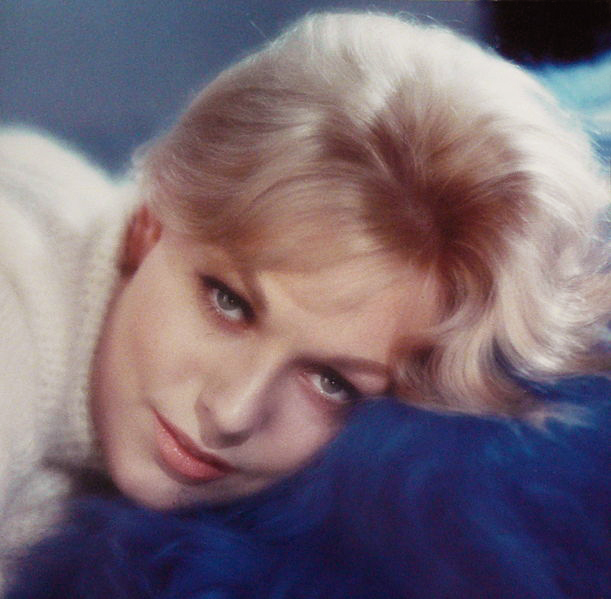
Kim Novak, 1962

Der interessanteste Punkt an Vertigo, so Hitchcock gegenüber Truffaut, sei für ihn James Stewarts Bemühen gewesen, das Bild einer Toten in der Gestalt einer anderen, lebenden Frau wieder zum Leben zu erwecken: „Um es ganz einfach zu sagen: Der Mann möchte mit einer Toten schlafen, es geht um Nekrophilie. […] Stewarts Anstrengungen, die Frau wieder auferstehen zu lassen, werden filmisch so gezeigt, als versuche er sie nicht an-, sondern auszuziehen.“
Hitchcock-Biograf Donald Spoto wollte Hitchcocks Motiv nicht auf ein rein erotisches reduziert wissen. Der Film zeige „von Anfang bis Ende die Zeichen Hitchcocks zutiefst persönlicher Gefühle – also seine Gefühle sich selbst gegenüber, sein idealisiertes Bild der Frau, die gefährlichen Grenzen emotionaler Fixierung und der Tod, die finale Obsession jedes Romantikers. […] Niemals wurden romantische Ausbeutung und Selbstverleugnung so klar in einem Hitchcock-Film artikuliert. Und nie hatte eine komplexe Beziehung so sehr den Charakter einer Beichte.“ Spoto führt exemplarisch James Stewarts anklagende Worte an Kim Novak im Finale an: „[Elster] hat dich verwandelt, nicht wahr? Er hat dich verwandelt, genau wie ich dich verwandelt habe – nur er war besser. Nicht nur die Kleidung und das Haar, sondern auch die Blicke, die Manieren und die Worte. Und diese wundervollen falschen Trancezustände … und was hat er dann gemacht? Hat er dich abgerichtet? Hat er mit dir geprobt? Hat er dir genau gesagt, was du machen sollst und was du sagen musst?“ Stewarts verwunschene und hoffnungslose Jagd nach einer leeren Idealvorstellung, so Spoto, „stellt Hitchcocks endgültige Aussage zu dem Thema der romantischen Täuschung dar.“
Zum Thema weibliche Rollenbilder ergänzte Danny Peary in seinem Buch Cult Movies: „Als Madeleine zeigte [Judy] alles in ihr steckende Potenzial, das in der einfach gestrickten Judy tief verborgen bleiben muss. Dass Hitchcock die mögliche Umwandlung einer vulgären, unkultivierten Ladenangestellten in die feine, gebildete Madeleine zeigt, ist vielleicht sein Kommentar zur ‚Illusion des Filmstars‘.“
Georg Seeßlen ging so weit, das Motiv des vom Helden erschaffenen Frauenbildes wörtlich zu nehmen, und spekulierte über die Möglichkeit, die Frau als reines Fantasieprodukt zu sehen: „Da wir [Madeleine] nur aus der Perspektive Scotties sehen, liegt der Gedanke nicht fern, daß sie ein Geist oder eine fixe Idee des Helden ist, eine Botschaft ‚aus dem Reich der Toten‘, Gestalt gewordene Todessehnsucht. […] Die Orte, an die Madeleine Scottie führt, sind sozusagen Lücken in der urbanen Realität San Franziscos [sic]: auf den Friedhof, in das alte Haus einer lange verstorbenen Frau, in eine Kunstgalerie, schließlich in das spanische Kloster. Es sind dies sozusagen Türschwellen zu einer anderen Welt.“

### Traumzustand
Vertigo beschwor, unter anderem durch sein betont langsames Erzähltempo, nicht nur wiederholt Assoziationen zu einem Traum oder Albtraum herauf; in den Analysen von Danny Peary und Georg Seeßlen wurde der Film insgesamt als möglicher Traum des Protagonisten Scottie gedeutet. Beide verweisen dabei unter anderem auf den Umstand, dass der Film nie erklärt, wie Scottie sich aus der lebensbedrohlichen Situation zu Beginn des Filmes retten konnte, als die Regenrinne, an die er sich klammerte, sich von der Dachkante zu lösen begann.
Danny Peary: „Wenn [Scottie] nicht träumt, während er hoch über dem Boden hängt, so hat er sich zumindest in einen traumähnlichen Zustand zurückgezogen. Um diesem zu entkommen – wie wir aus unseren Träumen zu erwachen – muss er fallen. […] Erst als Madeleine/Judy vom Kirchturm stürzt, erlaubt [Hitchcock] Scottie ‚aufzuwachen‘ – und gleichzeitig seine Höhenangst zu überwinden. Scottie identifiziert sich mit Madeleine […] Somit entspricht ihr Tod dem Moment, in dem er die Regenrinne loslassen würde […] Man könnte sich sogar eine Schlussszene vorstellen, in der Scottie wieder an der Regenrinne hängt, um entweder gerettet zu werden (um zu zeigen, dass er von seiner Höhenangst geheilt ist) oder hinabzustürzen (womit sein Traum – und der Film – zu Ende wären).“
Georg Seeßlen: „Das Bild, wie [Scottie] an der Regenrinne über dem Abgrund hängt und entsetzt in die Tiefe blickt, verläßt den Zuschauer den ganzen Film nicht (die Geschichte des Films könnte ebenso gut ein Halluzinationstraum während des Falls sein). […] [Madeleines Selbstmord] ist ein Schock nicht nur für den Helden, sondern auch für den Zuschauer, denn ‚Madeleine‘ ist recht eigentlich der Inhalt des Traumes, den wir mit dem Helden gemeinsam geträumt haben. Durch diesen Schock wacht der Zuschauer in gewissem Sinne auf […] Scottie hingegen kann immer noch nicht aufwachen […] In seinen Träumen […] geht die Identifikation mit Madeleine weiter.“

### Ambivalente Identifikationsfiguren
Hitchcocks Entscheidung, das Rätsel um Madeleine/Judy vorzeitig aufzulösen, opfert den Überraschungseffekt zu Gunsten der gespannten Frage des Zuschauers, was geschehen wird, wenn Scottie die Auflösung erfährt. Hierin, so Danny Peary, liege eine Ambiguität des Films: „Wir wollen, dass Scottie wie wir begreift, dass Judy Madeleine spielte und Madeleine eine bloße Illusion war […] aber wir fürchten uns davor, wie sein zerbrechlicher Verstand auf diese enttäuschende Enthüllung reagieren wird.“ Verstärkt würde diese Ambivalenz noch dadurch, dass Judy, obwohl eine Mitwirkende im Intrigenspiel, ebenso eines der Opfer war. „Wir verachten das grausame Spiel, das [Judy] mit Scottie gespielt hat, aber wir spüren, dass sie nur Elsters Schachfigur war. Und ihr Schmerz ist so groß – Judy liebt Scottie, der ihre Liebe nicht erwidern kann, weil er von der nicht existierenden Madeleine besessen ist, dass wir Mitleid mit ihr empfinden. […] Wenn Judy vom Turm in den Tod stürzt […] sind wir schon lange nicht mehr auf Scotties Seite, sondern auf Judys.“
Diese Verschiebung oder zumindest gleichwertige Verteilung der Zuschauersympathien betonte auch Filmkritiker Roger Ebert 1996: „Ab dem Moment, wo wir die Auflösung kennen, erzählt der Film auch von Judy, ihrem Schmerz, ihrem Verlust, der Falle in der sie steckt […] wenn die beiden Charaktere den Turm der Mission hochsteigen, identifizieren wir uns mit ihnen beiden, wir ängstigen uns um beide, und in gewisser Weise ist Judy weniger schuldig als Scottie.“ Dazu trage auch bei, dass Judy eine der am sympathischsten gezeichneten Frauenfiguren in Hitchcocks Werk sei. „Immer wieder hat Hitchcock es in seinen Filmen genossen, seine Frauenfiguren im wörtlichen und im übertragenen Sinne durch den Dreck zu ziehen, sie zu entwürdigen und ihre Frisur und Kleidung zu ruinieren, als wolle er seine Fetische geißeln. Judy in Vertigo ist die weibliche Opferrolle, die am ehesten seine Sympathie genießt. Und Novak, die seinerzeit kritisiert wurde, weil sie ihre Rolle zu steif gespielt hätte, hat darstellerisch das richtige Gespür gehabt: Fragen Sie sich, wie Sie sich bewegen und sprechen würden, wenn Sie unerträglichen Schmerz erleiden müssten, und dann sehen Sie sich Judy erneut an.“
Die Auflösung des Rätsels um Madeleine/Judy führt laut Robert B. Pippin beim erneuten Sehen zu einer neuen Filmstruktur. Der Zuschauer weiß um ihre Rolle und sie rückt schon zu Beginn des Films ins Zentrum der Handlung. Madeleine erscheint nun als eine femme fatale, die gekonnt Scottie verführt und gezielt seine Handlungen beeinflusst. Damit steht der Film dem Genre des Film noir nahe.
Auffällig sind auch die wenigen Figuren im Film: Nur vier Charaktere tauchen in mehr als einer Szene auf: Judy und Scottie, außerdem die Nebenrollen von Scotties Freundin Midge und Gavin Elster. Die beiden letztgenannten Nebenfiguren verschwinden in der zweiten Hälfte des Filmes aus der Handlung, sodass am Ende nur noch Judy und Scottie verbleiben. Das schafft eine große Enge zwischen den beiden Figuren.

## Rezeption

### Kritiken
Die Kritik beurteilte die Erstaufführung von Vertigo recht unterschiedlich. Die Besprechungen der New York Times („faszinierender Kriminalfilm […] die Auflösung ist clever, wenngleich an den Haaren herbeigezogen“) und des Los Angeles Examiner fielen vergleichsweise positiv aus. Die Los Angeles Times, deren Meinung Filmhistoriker Dan Auiler später als stellvertretend für den allgemeinen Tenor bewertete, reagierte ablehnend und bemängelte eine zu lange Exposition und Weitschweifigkeit. Der Saturday Review würdigte Hitchcocks „formale Geschicklichkeit und seine einfallsreiche Farbdramaturgie“, die jedoch das Interesse nicht aufrechterhalten könnten. Der New Yorker bezeichnete den Film kurzerhand als „weit hergeholten Unsinn“.
Gegen die vorherrschende Meinung stellte sich der kubanische Autor Guillermo Cabrera Infante, der dem Film eine spätere Wiederentdeckung prophezeite: „Vertigo ist ein Meisterwerk, dessen Bedeutung sich mit den Jahren erschließen wird. Er ist nicht nur der einzige große surrealistische Film, sondern auch das erste romantische Werk des 20. Jahrhunderts.“
Das Urteil von Publikum und Kritik im Rahmen der Wiederaufführungen 1983 und 1996 fiel ungleich positiver aus als jenes zur Zeit des ersten Kinostarts. Geoff Andrew schrieb 1983 im britischen Time Out Film Guide: „Hitchcock gibt die Auflösung in der Mitte des Films preis […], was zwangsläufig die Spannung mindert, aber eine tiefere Ergründung der Themen Schuld, Ausbeutung und Obsession ermöglicht. Die karge Form ist vielleicht schwere Kost, aber niemand kann abstreiten, dass der Regisseur hier auf der Höhe seiner Kräfte ist, und Novak ist eine Offenbarung. Langsam im Tempo, aber absolut unwiderstehlich.“
„[Vertigo] gehört zu den zwei, drei besten Filmen Hitchcocks und er ist derjenige, in dem er am meisten von sich preisgibt“, notierte Roger Ebert 1996 und fasste damit eine weitverbreitete Kritikermeinung zusammen. Konsens herrschte ebenfalls weitgehend in der Feststellung, dass Vertigo seiner Zeit voraus gewesen sei. „Andere Hitchcock-Filme waren straffer, furchterregender, unterhaltsamer an der Oberfläche. Vertigo brauchte seine Zeit, bis das Publikum das im Dunkeln Schwelgende des Films zu würdigen wusste“, schrieb David Ansen in Newsweek zum Start der restaurierten Fassung. Auch Janet Maslin von der New York Times sah Vertigo als einen Film, dessen Zeit jetzt erst gekommen sei: „Vertigo war immer eine Ausnahme unter Hitchcocks Klassikern, da er weniger spielerisch, aber in seiner Erotik offener war. Und er hat Fehler, die tatsächlich zu seinem Vorteil gereichen. Kim Novaks gekünsteltes Spiel mag ungewollt gewesen sein, nutzt aber der Geschichte auf teuflische Weise […] In den 1950er Jahren wurde Vertigos Anziehungskraft durch seine perverse, verstörende Kraft gemindert. Heutzutage ist sie ihm dienlich.“ Eher gegen den Trend bezeichnete James Berardinelli Vertigo als in Teilen altmodisch und naiv, wenngleich er sich gut gehalten habe.
Vertigos Nichtverfügbarkeit habe zu seinem Mythos beigetragen, lautete ein Erklärungsversuch auf Film.com zur euphorischen Neubewertung. „Der Film [ist] ein Mythos der Erinnerung […] Die Erinnerung suggeriert, daß es Hitchcocks schönster Film ist“, formulierte Der Spiegel bereits 1983 kurz vor der deutschen Wiederaufführung. Autor Tom Shone erklärte die Neubewertung mit der Tendenz seitens der „intellektuellen“ Kritik (insbesondere der Redaktion der Zeitschrift Sight & Sound), gerade solche kommerziellen Filme zu würdigen, die nicht in der von ihnen intendierten Weise funktionierten, und führte hierzu Vertigo und Blade Runner als Beispiele an.
Auch in Deutschland war eine Änderung in der Bewertung zu beobachten. In einer Kurzkritik aus dem Jahr 1959 bezeichnete der damalige Autor des Spiegel den „Geister-Thriller“ als „effektvoll, aber keineswegs kurzweilig“. 25 Jahre später, anlässlich der Wiederaufführung, nannte Hellmuth Karasek im selben Magazin Vertigo das „große nekrophile Werk Hitchcocks – das schönste Zeugnis einer schwarzen Romantik mitten im 20. Jahrhundert“. Zeit-Kritiker Hans-C. Blumenberg sah in einem bereits 1979 erschienenen Artikel in Vertigo einen „von Hitchcocks besten Filmen, eine dunkle Meditation über das Schwanken des Bodens, den wir unter den Füßen verlieren“ und „eine Ahnung von der Labilität der Zustände“. Im Lexikon des internationalen Films heißt es: „Hinter der perfekten, herausragend gespielten Kriminalgeschichte offenbart sich ein brillantes psychologisches Seelendrama, in dem es um Liebe geht, aber auch darum, wie Liebe durch die Obsessionen der Fantasie verhindert wird: ein Mann liebt seine Vorstellung einer Frau und versucht, sie danach zu gestalten. In der außergewöhnlichen Spannungsdramaturgie werden die Schichten und Widersprüche des inneren Seelenlebens der Hauptfigur subtil aufgedeckt.“
Das hohe Ansehen für den Film spiegelt sich auch in den Auswertungen US-amerikanischer Aggregatoren wider. So erfasst Rotten Tomatoes fast ausschließlich wohlwollende Besprechungen, Metacritic nur Höchstwertungen. Insgesamt zählt They Shoot Pictures, Don’t They? Vertigo zu den 10 angesehensten Werken der Filmgeschichte.

### Auszeichnungen
1958 wurden Hitchcock und James Stewart auf dem San Sebastián International Film Festival mit der „Silbernen Muschel“ für die beste Regie und den besten Hauptdarsteller bedacht. 1959 war Vertigo in den Kategorien „Bestes Szenenbild“ (Hal Pereira, Henry Bumstead, Sam Comer, Frank R. McKelvy) und „Bester Ton“ (George Dutton) für einen Oscar nominiert. Hitchcock selbst war außerdem für den Directors Guild of America Award nominiert. 1960 erhielt Kameramann Robert Burks den katalanischen Sant Jordi Award für die beste Kameraarbeit in einem ausländischen Film.
1989 wurde Vertigo als „kulturell, historisch und ästhetisch herausragend“ ins National Film Registry der Library of Congress aufgenommen. 1996 erhielt die restaurierte Fassung den New York Film Critics Circle Award für die „Bemerkenswerteste Wiederaufführung“ („Most Distinguished Reissue“). 2003 erstellte die Bundeszentrale für politische Bildung in Zusammenarbeit mit zahlreichen Filmschaffenden einen Filmkanon für die Arbeit an Schulen und nahm diesen Film in ihre Liste mit auf.
In der von der britischen Zeitschrift Sight & Sound alle zehn Jahre durchgeführten Kritikerumfrage nach den „besten Filmen aller Zeiten“ kam Vertigo erstmals 1982 unter die besten zehn (auf Platz 7), stieg dann 1992 auf Platz 4 und 2002 auf Platz 2. 2012 wurde der Film schließlich von mehr als 800 Filmkritikern zum Spitzenreiter der Bestenliste, die seit 1962 von Citizen Kane angeführt worden war, erkoren. 1998 und 2007 wurde Vertigo vom American Film Institute (AFI) in der Liste der „100 besten amerikanischen Filme“ geführt (Platz 9 im Jahr 2007). Ebenso listete das AFI den Film in den Kategorien „Die 100 besten amerikanischen Thriller“, „Die 100 besten amerikanischen Liebesfilme“, „Die 25 besten amerikanischen Filmmusiken“ und „Die 10 bedeutendsten Filme in 10 klassischen Genres“ (Platz 1 im Genre „Mystery“ – „Kriminalfilm“).

## Nachwirkung
Trotz seiner verzögerten Anerkennung bei Kritik und Publikum beeinflusste Vertigo früh andere Filmemacher, sowohl im kommerziellen als auch im experimentellen Kino. Der Einfluss reichte von der visuellen Gestaltung, z. B. durch Verwendung des „Vertigo-Effekts“ oder Anlehnung an Vertigos Farb- und Bildgestaltung, bis zur Variation von Handlungsmotiven, wie dem von der Erinnerung an eine Frau oder deren Abbild beherrschten Mann oder der duplizierten Frauenfigur, die unter verschiedenen Identitäten auftritt.
So wirkte der Film auf Chris Markers Kurzfilm Am Rande des Rollfelds (1962), Alain Resnais’ Letztes Jahr in Marienbad (1960) und Carlos Sauras Peppermint Frappé (1967) – in allen drei Beispielen ist ein Mann von dem Gedächtnisbild einer Frau besessen. In Resnais’ Film ist sogar ein Porträt Hitchcocks kurz zu sehen.
Brian De Palma drehte 1976 mit Schwarzer Engel eine Hommage nach einem Drehbuch von Paul Schrader, der ein bekennender Anhänger von Vertigo ist. Hier begegnet ein Mann einer Doppelgängerin seiner längst verstorbenen Frau, die sich als die ebenfalls tot geglaubte Tochter entpuppt. De Palma variierte Vertigo später erneut in Der Tod kommt zweimal (1984).
Auch wurde Vertigo häufig in einzelnen Szenen (Virtual Nightmare – Open Your Eyes, 1997), Dialogen oder Rollennamen (Twin Peaks, 1990) zitiert. Parodiert wurde der Film in Mel Brooks’ Höhenkoller (1977) und dem Musikvideo Last Cup Of Sorrow (1997) von Faith No More.
Ausschnitte und Standfotos aus Vertigo sind in Chris Markers Essayfilm Sans Soleil – Unsichtbare Sonne (1983), Der Kuß vor dem Tode (1991) und 12 Monkeys (1995), Terry Gilliams Remake von Markers Am Rande des Rollfelds, zu sehen. Paul Verhoeven bezeichnete Vertigo als maßgeblichen visuellen Einfluss auf seinen ebenfalls in San Francisco angesiedelten Film Basic Instinct (1992).

## Sonstiges
Bei dem grünen Fahrzeug von Madeleine handelt es sich um einen Jaguar Mark VIII (Bj. 1957), der vermutlich für den Film extra grün lackiert wurde, da es diese Farbe nicht als Original-Lackierung gab.

## DVD-/Blu-ray-Veröffentlichungen
Vertigo ist international auf DVD und Blu-ray im originalen Kino-Bildformat 1,85:1 (abkaschiertes VistaVision-Format) erhältlich. Während ältere Auflagen neben der restaurierten (und leicht veränderten) Stereo- auch die originale Mono-Tonspur enthielten, wurde bei neueren Auflagen auf letztere verzichtet. Zudem wurde bei jüngeren DVD-Auflagen in den USA das ursprünglich schwarzweiße Frauengesicht im Vorspann rötlich koloriert. Für die 2012 und 2013 veröffentlichte Blu-ray Disc wurde diese Kolorierung wieder rückgängig gemacht.

## Adaptionen
Im Jahr 2022 veröffentlichte der Publisher Microids das von Pendulo Studios entwickelte Computerspiel mit dem Titel Alfred Hitchcock – Vertigo. Es handelt sich um eine freie Adaption des Psycho-Thrillers mit Parallelen zur Vorlage. Dem Spielers ist es möglich, den Handlungsverlauf zu beeinflussen.
Im April 2023 gab Paramount Pictures bekannt, die Rechte an einer Neuverfilmung von Vertigo erhalten zu haben. Mit Robert Downey Jr. wurde bereits ein potenzieller Hauptdarsteller gefunden. Das Drehbuch wird von Steven Knight geschrieben.